# Villa Country
Villa Country é uma casa de shows especializada em música sertaneja que ocupa um espaço de 12 mil metros quadrados, abrigando diversos bares, restaurante, loja de roupas, café, praça com fonte ao ar livre e o saloon, onde há shows diários de duplas sertanejas. A casa chega a reunir 8.000 pessoas em noites de show. Sua localização situa-se no bairro Água Branca na Barra Funda em São Paulo (SP).

## Ambientes
Entre seus ambientes da casa, destacam-se duas praças: a Praça do Cavalo, com um bar em forma de ferradura e uma grande estátua de montaria em bronze e a Praça Sertaneja ou Praça do Chafariz, onde são realizados shows mais intimistas, ao som de voz e violão.